# Agrilus nishiyamai
Agrilus nishiyamai é uma espécie de inseto do género Agrilus, família Buprestidae, ordem Coleoptera.
Foi descrita cientificamente por Tôyama, em 1985.